# 蛋包飯

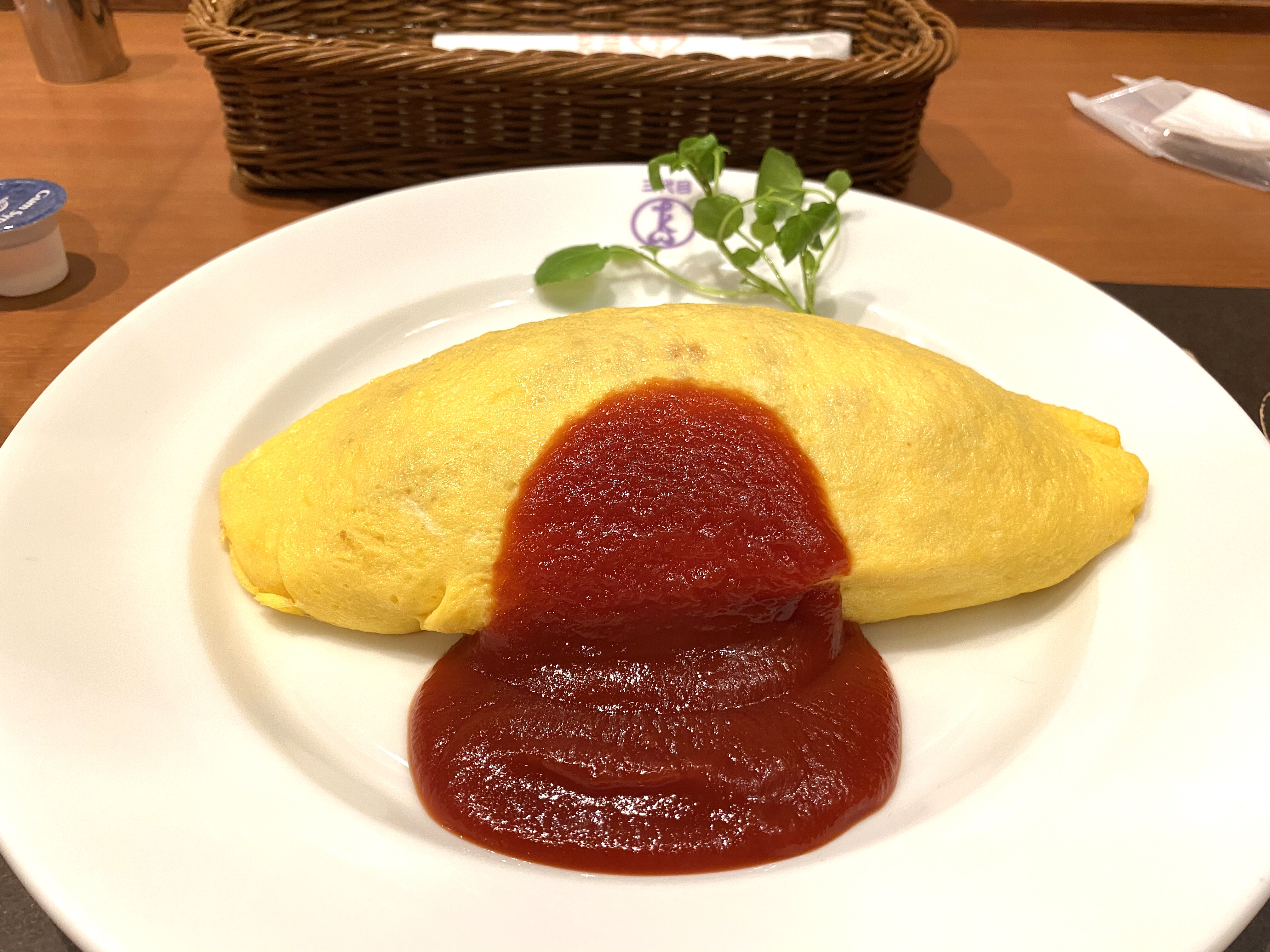
蛋包飯

蛋包飯（日语： omu raisu）是由蛋皮包裹白饭而成的飯料理。这道菜的原型是法国的奄列；但是经过日本人的改造，成为一种日式洋食。

## 历史
蛋包饭的原型是法国的奄列（Omelette），奄列的英文“omelette”是一个非常老的英文单字。根据艾伦·戴维森的说法，英文的“omelette”来源於法文，是一个在16世纪中期初被发明，随後在宫廷内广泛使用的词汇。另外，还有诸如“alumelle”和“alumete”的这些拼法，收录於《Ménagier de Paris(II, 5)》这本1393年所出版的书当中。
到了19世纪的在明治时代，日本大量接受了西方文化，因此也接受了法国文化当中的美食。在日本，蛋包饭被改造：放入蕃茄酱炒饭改造成日式蛋包饭，成为日本国内无人不晓的一道日本洋食。因为是Omelet+rice（米饭），所以称为（omu raisu）。
日本的蛋包饭有名店包括了大阪心斎橋的「北極星」和東京銀座的「煉瓦亭」。
韩国的蛋包饭承袭自日本，发展出韩式蛋包饭，把番茄炒饭替换成像扬州炒饭一样的多种配料炒饭，并且把上面的番茄酱替换成韩式辣酱。
同样是在19世纪，印度因为英国殖民而接受欧美文化的关系，饮食也受到了蛋包饭的影响，并且把蛋包饭与印度国民美食——咖喱结合，发明出了广为流传的咖喱鸡排蛋包饭，一次性把炸鸡排、咖喱、蛋包饭三种美食合而为一。

## 流行文化
因為電影《蒲公英》而有名的。在炒好的飯上放一個鬆軟的蛋包，然後在上桌後將其劃開，讓半熟的蛋包將炒飯蓋住。其他變化包括不用炒飯而用白飯，使用咖哩、多蜜醬或牛腩汁等。

## 种类
1. 蘑菇奶油醬蛋包飯——採用蘑菇白醬，再撒上羅勒葉，非常高雅的一品。
2. 傳統日式蛋包飯——傳統的蛋包飯作法首先將打勻的蛋汁倒入平底鍋，煎成半熟的蛋皮時，再將飯（一般是番茄醬雞肉炒飯）倒入，並將飯給包起來。最後盛盤後，有不少店還會再淋上番茄醬，一些餐厅还会在蛋包饭上用番茄酱绘制出图案。
3. 韓式蛋包飯——飯採用炒飯，蛋皮非常薄。採用韓式辣醬調味，比一般的蛋包飯稍微辣一點，香甜可口。
4. 咖喱雞排蛋包飯——在日本料理店、咖喱店、西餐廳、牛排館都可以見到的超級常見的料理，咖喱醬取代了原本蕃茄醬的位置。並且在蛋包飯上蓋上豬排或者雞排，增添風味。
5. 麻婆豆腐蛋包飯——用麻婆豆腐代替蕃茄醬，用中式炒飯代替白飯。
6. 乾燒明蝦蛋包飯——用乾燒明蝦代替蕃茄醬的蛋包飯，可謂是西式和中式的結合。
7. 牛肉蛋包飯——用雞肉炒飯代替白飯，外面再淋上燉牛肉醬汁。